# 臺北市立建成國民中學
臺北市立建成國民中學，簡稱建成國中，位於台北市大同區的一所國民中學，草創之初，沿用位於台北後車站台北菸廠之舊房舍倉庫做為辦公及教室用，歷經改建。舊校地現為台北車站旁交九用地開發區，五鐵共構之台北轉運站。該校現址位於台北市大同區內，原日治時期建成小學校（日语：〔〕／ Kensei Shōgakkō ?）、台北市政府舊址，與台北當代藝術館共用。

## 校史

### 草創期
1968年至1973年
- 1968年5月第一任校長鄭英魁奉令設校，隨即於台北市華陰街34號，台北製菸廠舊址禮堂展開創校工作。
- 教育局分發首屆（57學年度）男女新生計24班，學生1,152人。
- 在此時期，學生上課或之辦公均利用當時製菸廠之倉庫或廠房隔成教室或辦公室來使用。學校亦有宿舍，部分教職員即住於宿舍內，白天上課、辦公，下班後則住於校內。亦設有托兒所，協助照顧、教導教職員之幼兒。
- 桌球代表隊亦於此期間內成立，學生均住於校內宿舍，聘有教練。桌球隊代表學校參加各項比賽屢獲佳績。

### 建校期
1974年至1977年。　
- 現有校舍為1973年6月間動土興建，歷時二年餘竣工，為當時建成區唯一的一所國民中學。
- 新教室興建期間，因為教室不足而必須減班，不少教職員調往他校服務。興建完成之後則又進行增班。
- 舊校區學生上課之普通教室和教師、行政同仁之辦公室均於此時期完成供師生使用。

### 充實期
1978年至1982年。
- 第二任校長楊訓庭於1978年8月接任。新建特別教室（即工藝、家政、音樂、美術等專科教室）8間。
- 此時期發展科學教育，數次參加全國科學展覽均獲得佳績。
- 推廣民族舞蹈亦為本時期之重點，參加比賽獲台北市優等獎，後代表北市參加全國舞蹈比賽，亦獲佳績。

### 完備期
1983年至1991年。
- 第三任校長高炳南於1983年8月到任，規劃興建學生活動中心，於1989年間完工。
- 學生活動中心之完工，提供師生進行體育教學活動或各項學藝活動。
- 本時期之體育代表隊，除原有之桌球隊外，亦發展棒球運動，將對棒球有興趣之學生予以組織，聘請教練指導，曾獲台北市比賽第三名佳績。

### 準備期
1991年至1997年。
- 第四任校長吳和惠於1991年8月到任。實施常態編班，推動教學正常化，落實課後輔導。並輔導資賦優異學生參加跳級考試。
- 第五任校長黃鴻章於1994年2月到任。常舉辦校內各項學藝競賽，凝聚團隊精神，並鼓勵師生參加校外各種活動。任內並成立射箭隊，請校內具射箭專長之體育教師擔任指導。
- 因應臺北車站旁臺北轉運站之興建，開始進行規劃遷校至舊市政府舊址與興建未來新校舍之工作。然而1995年3月16日在台北市政府副秘書長單小琳主持的相關會議中卻決定先將建成國中予以廢校，師生預定最快將在1996年8月就近分發到鄰近學校，未來並計劃將大同區內的太平國小增設國中部以替代建成國中。師生對台北市政府廢校決定極表不滿，隨即展開「護校」運動。透過公聽會、向市議員陳情、以及家長、老師、社區民眾和校友數度至市政府抗爭、陳情等方式，最終引起教育局和市政府的重視，成功維持建成國中遷到「舊市政府舊址」之原議。

### 更新期
1997年至2020年。
- 第六任校長潘正安於1997年8月到任。隨即積極規劃未來建成新校舍之興建工作。2000年1月搬遷至新校區。
- 新校舍擁有全新硬體設備，如各班教室均有光纖網路、電腦。並有符合標準之各項無障礙設施。
- 除各種課外活動社團外，於89學年度成立國樂社團。
- 在106學年度增加游泳校隊
- 在107學年度增加國樂專班
- 在108學年度開始舉辦教師民俗藝術花燈製作教學研習。

## 歷任校長
| 任別 | 姓名   | 任期           |
| ---- | ------ | -------------- |
|      | 鄭英魁 | 1968年至1978年 |
|      | 楊訓庭 | 1978年至1983年 |
|      | 高炳南 | 1983年至1991年 |
|      | 吳和惠 | 1991年至1994年 |
|      | 黃鴻章 | 1994年至1997年 |
|      | 潘正安 | 1997年至2004年 |
|      | 王美霞 | 2004年至2010年 |
|      | 鄭為國 | 2010年至2011年 |
|      | 朱賡忠 | 2011年至2014年 |
|      | 劉文鴻 | 2014年至2018年 |
|      | 黃啟清 | 2018年至2024年 |
|      | 潘姿伶 | 2024年至今     |

## 校園介紹

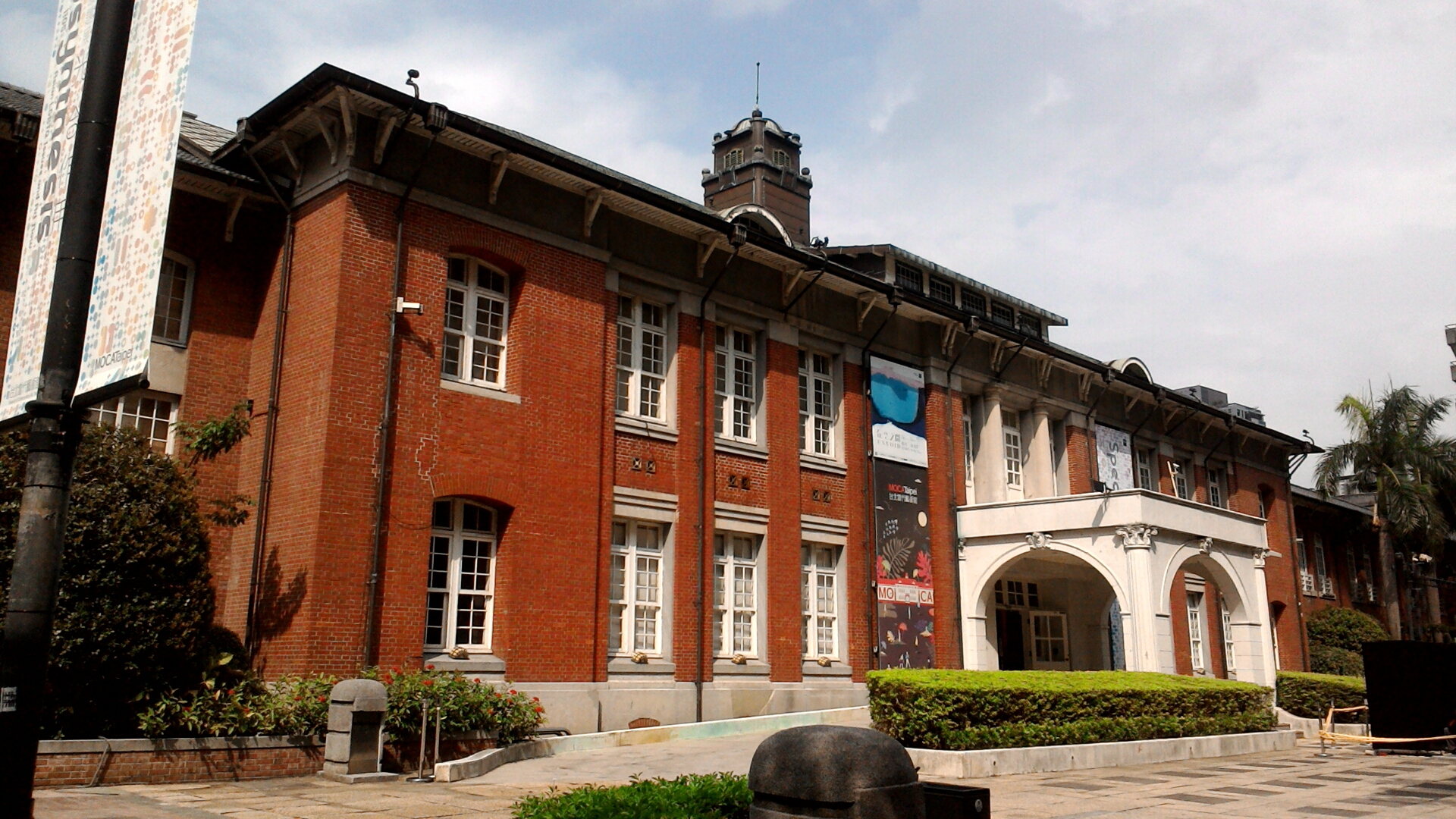

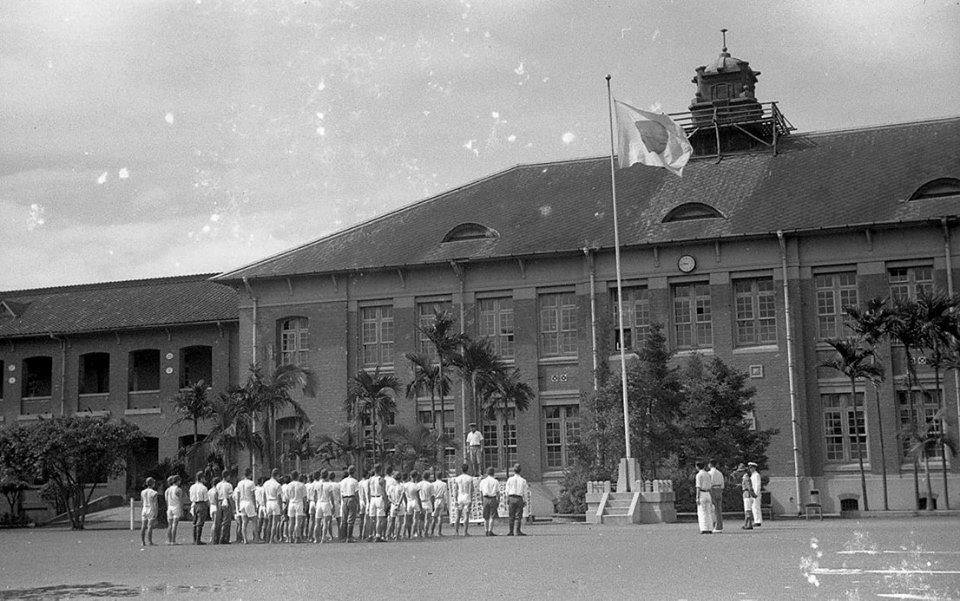
1930年代的建成小學校

- 東西兩翼古蹟教室：該校具歷史性的舊校舍之一，多作為八年級及藝能科教室使用，保留日治時期教室樣貌，教室地板仍為木頭地板，學生及師長入內上課必須脫鞋。
- 台北當代藝術館：原臺北市政府舊廈、該校前身的建成小學校，也是具歷史性的舊校舍之一，無法自校內直接進入當代藝術館。
- 新大樓，具室內籃球場。
- 原本僅有一條直線跑道於古蹟教室前，後將其延伸繞行室外籃球場形成一「圈」跑道。

## 外部連結
- 建成國中 （页面存档备份，存于）
- 臺北市立建成國中臉書粉絲專業 （页面存档备份，存于）